# Jan Tarnowski
Jan Amor Tarnowski (Tarnów, 1488 - Wiewiórka, 16 mei 1561) was een Poolse edelman, grootkroonhetman, militair theoreticus en staatsman. Hij is tevens de stichter van de stad Tarnopol.

## Biografie
Jan Tarnowski werd in 1488 geboren als de zoon van Jan Amor Tarnowski, slotvoogd van Krakau, en zijn tweede vrouw Barbara van Rożnów, kleindochter van Zawisza Czarny van Garbow. Oorspronkelijk was het plan dat Jan Tarnowski priester zou worden, maar na zijn vaders dood in 1500 overtuigde zijn mentor Maciej Drzewiecki zijn moeder om af te zien van dit plan. In 1501 werd hij naar het koninklijk hof gestuurd, maar dit verblijf was van korte duur en hij keerde terug naar Rożnowo na de dood van Jan I Albrecht van Polen. Hij maakte vervolgens deel uit van het Pools leger en in 1508 vocht hij in de Slag bij Orsha tegen de Moskovieten. Vervolgens vocht hij ook tegen de Moldaviërs en de Tataren. Weldra werd hij aangesteld als commandant van zijn eigen Chorągiew.
In 1518 reisde Jan Tarnowski naar het Heilige Land en werd hij ridder in de Orde van het Heilig Graf van Jeruzalem. Hij reisde vervolgens Europa door en vocht in Afrika tegen Moren. Hiervoor werd hij geridderd door koning Manuel I van Portugal. Hij keerde vervolgens terug in Polen waar hij carrière maakte als bestuurder. Hij werd benoemd in de ambten van woiwode, slotvoogd en starost. Jan Tarnowski vocht in het Poolse leger mee tijdens de Ottomaans-Habsburgse Oorlogen en na de hervormingen van het Poolse leger werd hij een van de eerste Grootkroonhetmannen. Onder zijn leiding wist Polen enkele militaire overwinningen te behalen, zoals in de slagen Obertyn in 1531 en Starodub in 1535. Tevens was Tarnowski verantwoordelijk voor de ontwikkeling van een nieuws systeem van tactieken waarmee de veiligheid en de mobiliteit van militaire kampen wist te verbeteren.
Tarnowski bleef een ferm voorvechter van zijn koningen Sigismund I en Sigismund II, waaronder in 1548 toen de szlachta het huwelijk van Sigismund II met Barbara Radziwiłł probeerde te annuleren. Vijf jaar later was hij echter een tegenstander van het hof en trachtte diverse veranderingen van de koning tegen te houden die de kerk meer macht zou geven.
Jan Tarnowski overleed in 1561 en de Poolse dichter en tijdgenoot Jan Kochanowski schreef over hem het gedicht O śmierci Jana Tarnowskiego (Over de dood van Jan Tarnowski).

## Familie
Jan Tarnowski huwde in 1511 met Barbara Tęczyńska. Na haar dood hertrouwde in 1530 hij met Zofia Szydłowiecka. Zij kregen samen vier kinderen, waaronder Zofia Tarnowska en Jan Krzysztof Tarnowski.

## Belangrijke werken

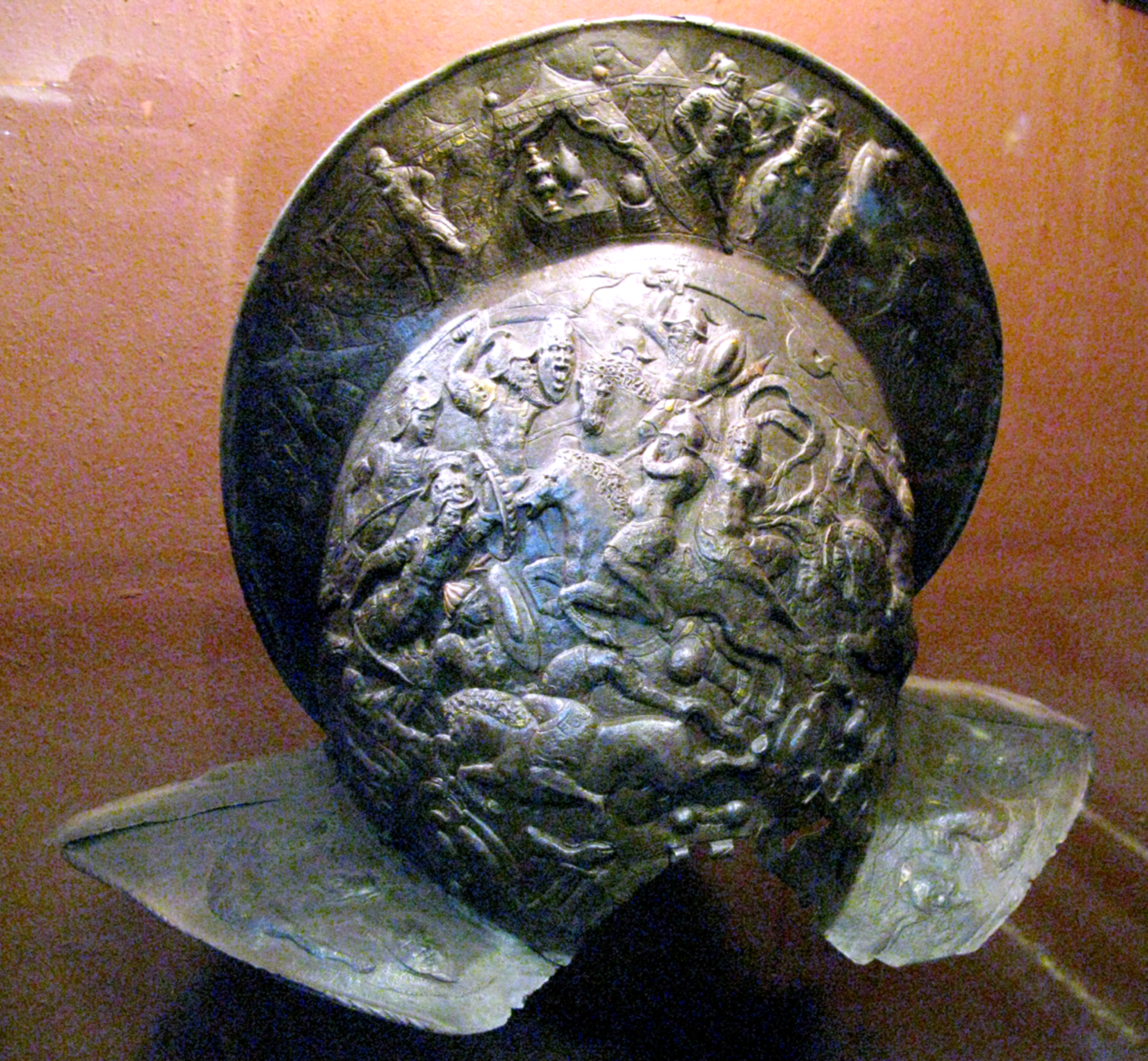
Burgonet van Jan Tarnowski

- Terminatio ex itinerario, fragmenty ogł. K. Hartleb "Itinerarium J. Tarnowskiego z pobytu w Ziemi Św. z r. 1518", Kwartalnik Historyczny 1930; rękopis: Biblioteka Czartoryskich, Teki Naruszewicza nr 33, r. 1518, (dziennik podróży do Ziemi Świętej w roku 1517; cz. 1 po łacinie, cz. 2 po polsku)
- Pouczenie hetmana podskarbiemu koronnemu dane, powst. 1528, ogł. S. Kutrzeba "Polskie ustawy i artykuły wojskowe od XV do XVIII wieku", Kraków 1939, PAU Archiwum Komisji Historii Wojskowej nr 3, s. 38-39
- 4 toespraken van 1537, in Stanisław Orzechowski Annales, Dobromil 1611 en latere edities
- 2 toespraken (pt. Głos... miany... na sejmie piotrkowskim 1548 roku; Mowa... na sejmie lubelskim 1554 miana), in A. Małecki "Wybór mów staropolskich", Kraków 1860, Biblioteka Polska, series V, book 6-8, s. 33-34
- Consilium rationis bellicae, Tarnów 1558, printshop of Łazarz Andrysowic; in M. Malinowski Stanisława Łaskiego, wojewody sieradzkiego, prace naukowe i dyplomatyczne, Wilno 1864, s. 173-249; also in A. Piliński, Poznań 1879; pt. "Zasady sztuki wojskowej", Lwów 1882, Biblioteka Mrówki nr 147,
- Artykuły wojenne, in I. Polkowski "Sprawy wojenne króla Stefana Batorego. Dyjaryjusze, relacyje, listy i akta z lat 1576-1586", Kraków 1887, Acta Historica Res Gestas Poloniae Illustrantia, t. 11, s. 240 nn.; there: Oprawianie zamków albo miast, before 1561; reprint S. Kutrzeba "Polskie ustawy i artykuły wojskowe od XV do XVIII wieku", Kraków 1939, PAU Archiwum Komisji Historii Wojskowej nr 3, s. 313-319;
- De bello cum iuratissimis Christianae fidei hostibus Turcis gerendo disputatio sapientissima, Würzburg 1595, printshop of G. Fleichsamnn, (edition by J. G. Schedius with explanation); next printing: Selectissimarum orationum et consultationum de bello Turcico variorum et diversorum auctorum libri XIV, Frankfurt 1598-1599; also in 2, volume 4, part 2, Leipzig (1595), s. 1-17; Conring De bello contra Turcas gerendo, 1664,
- O obronie koronnej i o sprawie i powinności urzędników wojennych, Kraków 1579, Łazarz printshop (published with Ustawy prawa ziemskiego polskiego... uatributed to Jan Palczowski ); reprint: M. Malinowski Stanisława Łaskiego, wojewody sieradzkiego, prace naukowe i dyplomatyczne, Wilno 1864, s. 173-249; K. J. Turowski edition, Kraków 1858, Biblioteka Polska, motebook 133-134,
- Kronika polska, verloren

- CiNii: DA13914009
- Gemeinsame Normdatei: 104279745
- International Standard Name Identifier: 0000 0000 8082 7999
- Library of Congress Control Number: n85260610
- Virtual International Authority File: 2901537
- WorldCat: E39PBJrGxFrpHxVdRfrV8fryVC